# Sparkasse Hanau

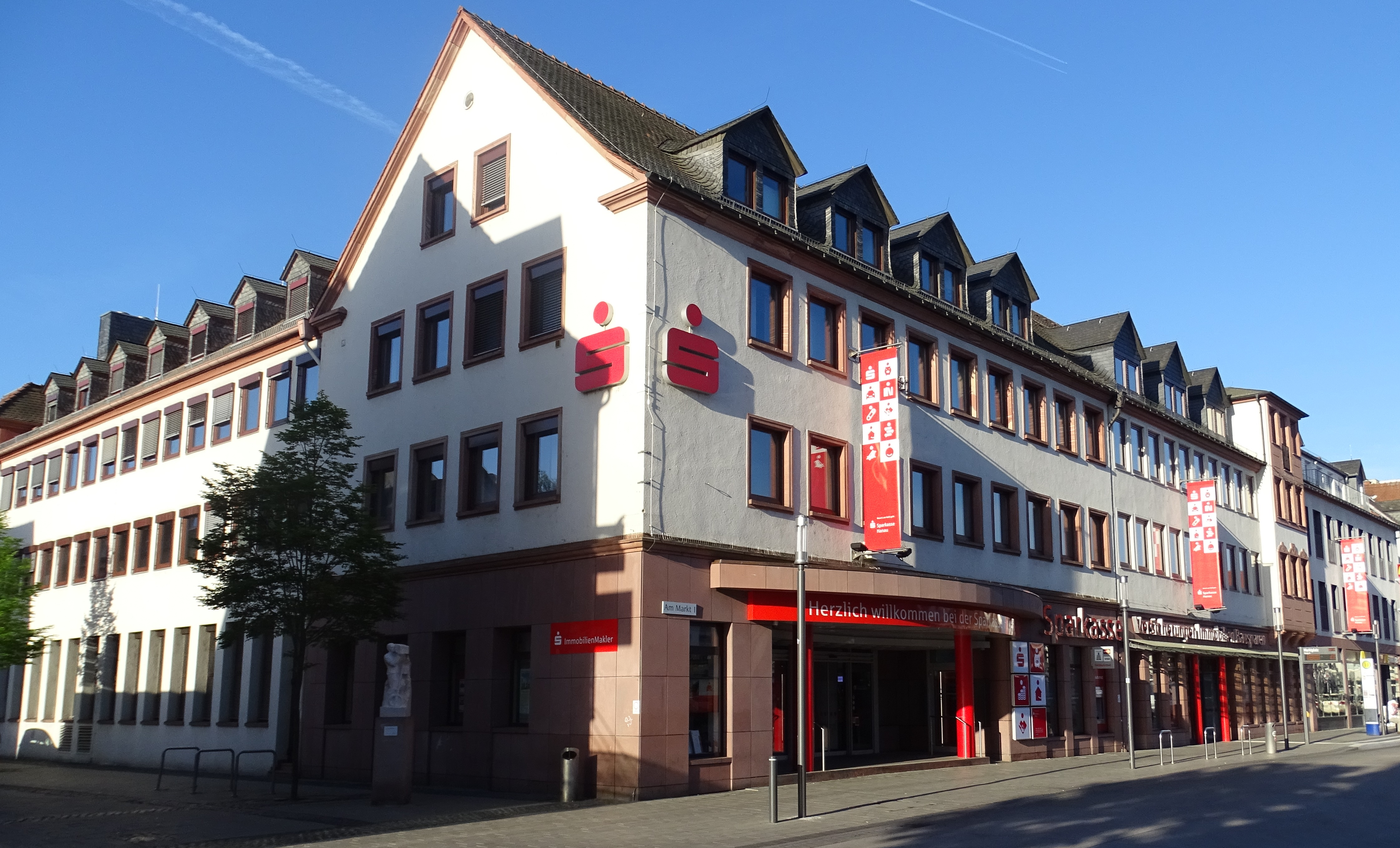
Hauptstelle der Sparkasse Hanau

Die Sparkasse Hanau ist eine öffentlich-rechtliche Sparkasse mit Sitz in Hanau in Hessen. Ihr Geschäftsgebiet ist die Stadt Hanau und der ehemalige Landkreis Hanau.

## Geschichte
Die Bank entstand im Jahr 1991 aus der Fusion der Stadtsparkasse und Landesleihbank Hanau mit der am 3. Januar 1899 gegründeten Kreissparkasse Hanau. Die Stadtsparkasse und Landesleihbank Hanau ihrerseits war am 1. Januar 1955 aus dem Zusammenschluss der am 1. August 1841 gegründeten Stadtsparkasse Hanau mit der am 10. April 1738 errichteten Landesleihbank Hanau hervorgegangen. Träger der Sparkasse ist der Sparkassenzweckverband Hanau, dem die Stadt Hanau und der Main-Kinzig-Kreis angehören.
Zum 1. August 2007 wechselte der Vorsitzende des Vorstandes Alfred Merz nach 44 Jahren im Dienst der Sparkasse und 26 Jahren im Vorstand in den Ruhestand. Zum Vorsitzenden des Vorstandes wurde ab 1. August 2007 Robert Restani bestellt, der zuletzt Mitglied im Vorstand der KarstadtQuelle Bank (heute: Valovis Commercial Bank) war. Robert Restani wechselte zum 1. November 2015 als Vorstandsvorsitzender zur Frankfurter Sparkasse. Sein Nachfolger als Vorsitzender des Vorstandes bei der Sparkasse Hanau wurde Ingo Wiedemeier.
Zum 1. September 2020 wechselte Ingo Wiedemeier an die Spitze der Frankfurter Sparkasse. Er löste dort Robert Restani als Vorstandsvorsitzenden ab, der in den Ruhestand gegangen ist. Neuer Vorstandsvorsitzender der Sparkasse Hanau ist seit 1. September 2020 Guido Braun, bisher Vorstandsvorsitzender der Sparkasse Offenbach.

## Organisationsstruktur
Die Bank ist eine Anstalt des öffentlichen Rechts. Rechtsgrundlagen sind das Sparkassengesetz für Hessen und die durch den Verwaltungsrat der Sparkasse erlassene Satzung. Organe der Sparkasse sind der Vorstand und der Verwaltungsrat.
Die Sparkasse Hanau wies im Geschäftsjahr 2023 eine Bilanzsumme von 5,813 Mrd. Euro aus und verfügte über Kundeneinlagen von 4,011 Mrd. Euro. Gemäß der Sparkassenrangliste 2023 liegt sie nach Bilanzsumme auf Rang 74. Sie unterhält 35 Filialen/Selbstbedienungsstandorte und beschäftigt 612 Mitarbeiter.
Die Bank wurde im Januar 2011 für die Qualität ihrer Privatkundenberatung mit dem Zertifikat von TÜV Rheinland ausgezeichnet.